# 后井水库
后井水库是中国福建省漳州市漳浦县霞美镇境内的一座水库，位于鹿溪上，建于1960年。水库正常库容为1568万立方米，集雨面积为20平方千米，海拔为75.6米。